# Aeropuerto de Punta Islita
Aeropuerto de Punta Islita är en flygplats i Costa Rica.   Den ligger i provinsen Guanacaste, i den västra delen av landet, 140 km väster om huvudstaden San José. Aeropuerto de Punta Islita ligger 13 meter över havet.
Terrängen runt Aeropuerto de Punta Islita är huvudsakligen kuperad, men åt sydost är den platt. Havet är nära Aeropuerto de Punta Islita åt sydväst. Runt Aeropuerto de Punta Islita är det glesbefolkat, med 17 invånare per kvadratkilometer. Närmaste större samhälle är Sámara, 17,4 km väster om Aeropuerto de Punta Islita. I omgivningarna runt Aeropuerto de Punta Islita växer huvudsakligen savannskog.